# 吉爾吉斯播棋
吉爾吉斯播棋（柯爾克孜語：Toguz Korgool），又稱托古孜库尔果勒、九槽棋，原文在柯爾克孜語意思為九顆小石，是流行於吉爾吉斯斯坦地區的兩人棋類，是種播棋類，也流傳於新疆哈萨克族、柯尔克孜族。

## 棋具

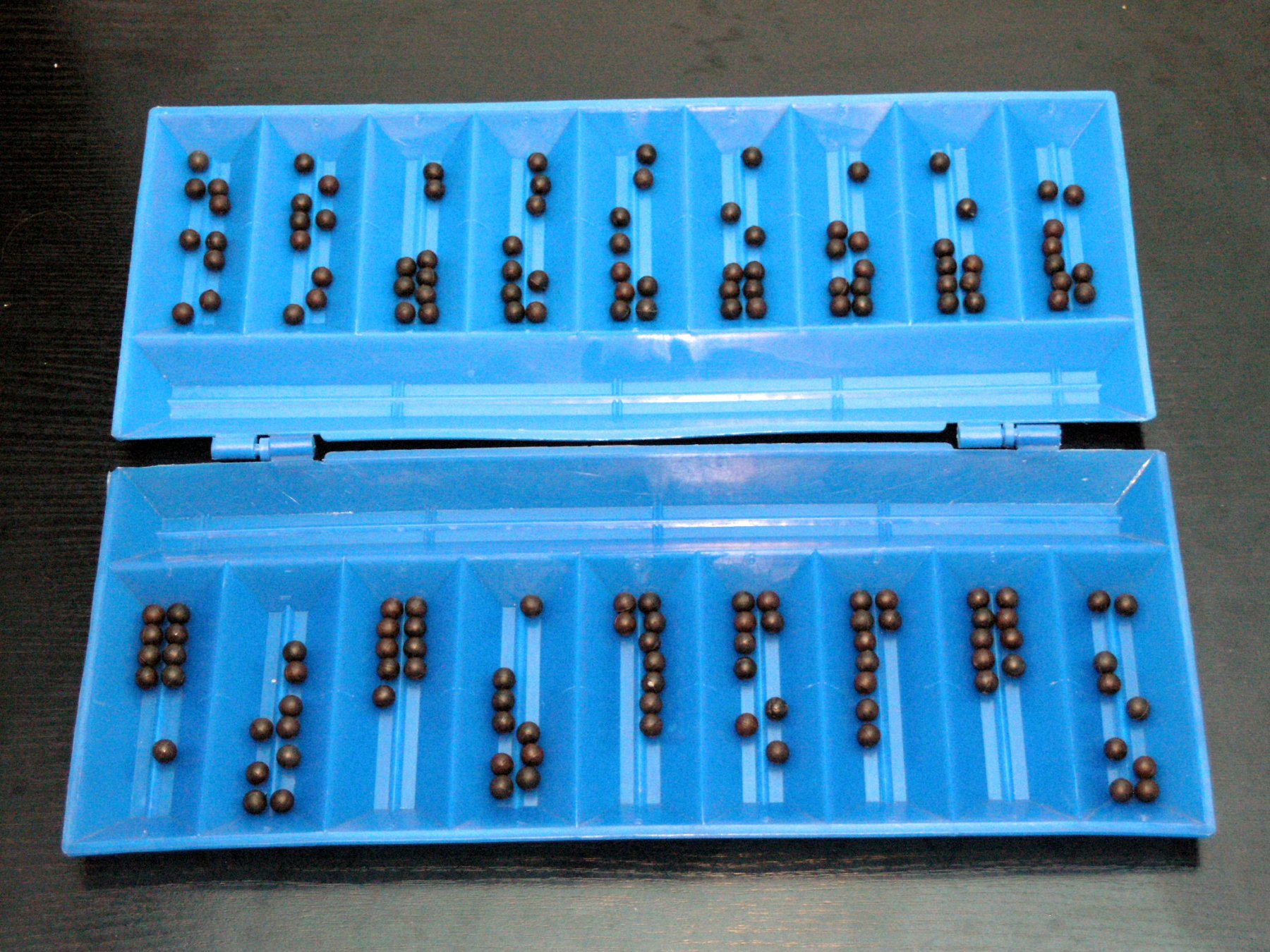
吉爾吉斯播棋棋具

- 長方形棋盤，中間有兩條橫溝，兩邊各有九個棋洞，各屬於一方。

- 初始佈置時，每棋洞各有九顆棋子。全數棋子共有一百六十二顆。

## 規則
- 行棋如同一般的播棋。雙方輪流從己方任一有棋子的小洞取出該洞的所有棋子，以逆時針方向分配到其他的小洞中，一洞分配一顆，直到分配完。但若拿取己方棋洞時，棋子數非為一顆，則必須留一子在原先洞。

- 當最後分配的一顆棋子若落在對手的棋洞中，恰使此洞的棋子數為偶數，該玩家便獲得此洞的所有棋子。

- 當最後分配的一顆棋子若落在對手的棋洞中，恰使此洞的棋子數為三顆，該玩家便有機會宣告此洞為聖地(tuz)，成功宣告後取走裡面的所有棋子。遊戲以後，任何方行棋時只要有棋子落在聖地，就取走作為宣告方的棋子。該宣告只能在遊戲中使用一次，並且不能為對手側最右邊洞，也不能和對手的聖地面對同一位置。

- 當一方獲得超過八十一顆時得勝。[3]

## 外部連結
- 遊戲介紹 （页面存档备份，存于）
- 遊戲下載[永久]
- 新疆版本的棋具[永久]